# Paracompsus afghanus
Paracompsus afghanus es una especie de coleóptero de la familia Attelabidae.

## Distribución geográfica
Habita en Afganistán.